# Albumul macedo-român
Albumul macedo–român este, potrivit cercetătoarei Maria Pariza, „prima publicație românească care face cunoscute aspirațile și drepturile naționale ale macedoromânilor, la nivel european”.
A fost scos sub direcția lui V. A. Urechia, și tipărit la Stabilimentul pentru arte grafice Socecu, ca organ al Societății de Cultură Macedo-Română.
Legitimitatea îi este dată de semnăturile colaboratorilor români și străini (147 de scriitori, 20 de desenatori și 6 muzicieni), printre aceștia: poetul Francois Copee, filozoful
Jules Simon, istoricul Edgar Quinet, poeții provensali Fr. Mistral, Th. Aubanel, Anfonse Tavan, Leon Berluc etc.; autori români: Dumitru Brătianu, Ion Creangă, Nicolae Densușianu, Dimitrie Gusti, B. P. Hasdeu, Petre Ispirescu, Alexandru Macedonschi, Simion Florea Marian, Veronica Micle, G. Misail, Alexandru Odobescu, A.D. Xenpol, Maria Rosetti etc. Textele acestora aparținând limbilor franceză, italiană, spaniolă, precum și dialectelor aromân, provensal, iberic și languedoc.